# Kaletînți, Izeaslav
Kaletînți (în ucraineană Калетинці) este un sat în comuna Zavadînți din raionul Izeaslav, regiunea Hmelnîțkîi, Ucraina.

## Demografie
Componența lingvistică a localității Kaletînți
     Ucraineană (99,37%)
     Alte limbi (0,63%)
Conform recensământului din 2001, majoritatea populației localității Kaletînți era vorbitoare de ucraineană (99,37%), existând în minoritate și vorbitori de alte limbi.